# 中野・西島・ゲルマンの法則
中野・西島・ゲルマンの法則 (Gell-Mann–Nishijima formula, NNG formula) は、ハドロンのバリオン数B、ストレンジネスS、およびアイソスピンI3と電荷Qとの関係を表す公式である。
この法則を基に、坂田模型や大貫義郎などによるIOO対称性、SU(3)モデル、さらにクォークモデルが創られることになる。

## 概要
中野・西島・ゲルマンの法則は、西島和彦および中野董夫によって1953年に初めて提唱され、その後のストレンジネスの概念の提案につながった。西島は、これを当初は"η荷"、後にエータ中間子と呼んでいた。マレー・ゲルマンは1956年に独立に同じ法則を導いた。この法則の現代的な形式は、全てのフレーバー量子数（アイソスピン、アップ、ダウン、ストレンジネス、チャーム、ボトムネス、およびトップネス）およびバリオン数と電荷とを関連付ける。

## 公式
中野・西島・ゲルマンの法則の元来の形式は次のとおりである:
{\displaystyle Q=I_{3}+{\frac {1}{2}}(B+S).\ }
この方程式は、元々は実験に基づいて経験的に立てられた。現在では、これはクォークモデルから生じる結果として理解されている。特に、粒子の電荷Qは、そのアイソスピンI3および超電荷Yと次の関係を持つ:
{\displaystyle Q=I_{3}+{\frac {1}{2}}Y.\ }
その後、チャーム、トップ、およびボトムクォークのフレーバーが発見され、この公式は一般化された。現在では次の形を取る:
{\displaystyle Q=I_{3}+{\frac {1}{2}}(B+S+C+B^{\prime }+T)}
ここで、Qは電荷、I3はアイソスピンの第三成分、Bはバリオン数、およびS、C、B′、Tはストレンジネス、チャーム、ボトムネスおよびトップネス数である。
ハドロンのクォーク構成物の項によってこの公式を表現すると、以下の形となる:

{\displaystyle Q={\frac {2}{3}}\left[\left(n_{\text{u}}-n_{\bar {\text{u}}}\right)+\left(n_{\text{c}}-n_{\bar {\text{c}}}\right)+\left(n_{\text{t}}-n_{\bar {\text{t}}}\right)\right]-{\frac {1}{3}}\left[\left(n_{\text{d}}-n_{\bar {\text{d}}}\right)+\left(n_{\text{s}}-n_{\bar {\text{s}}}\right)+\left(n_{\text{b}}-n_{\bar {\text{b}}}\right)\right]}
{\displaystyle B={\frac {1}{3}}\left[\left(n_{\text{u}}-n_{\bar {\text{u}}}\right)+\left(n_{\text{c}}-n_{\bar {\text{c}}}\right)+\left(n_{\text{t}}-n_{\bar {\text{t}}}\right)+\left(n_{\text{d}}-n_{\bar {\text{d}}}\right)+\left(n_{\text{s}}-n_{\bar {\text{s}}}\right)+\left(n_{\text{b}}-n_{\bar {\text{b}}}\right)\right]}
{\displaystyle I_{3}={\frac {1}{2}}[(n_{\text{u}}-n_{\bar {\text{u}}})-(n_{\text{d}}-n_{\bar {\text{d}}})]}
{\displaystyle S=-\left(n_{\text{s}}-n_{\bar {\text{s}}}\right);} {\displaystyle C=+\left(n_{\text{c}}-n_{\bar {\text{c}}}\right);} {\displaystyle B^{\prime }=-\left(n_{\text{b}}-n_{\bar {\text{b}}}\right);} {\displaystyle T=+\left(n_{\text{t}}-n_{\bar {\text{t}}}\right)}
慣習により、フレーバー量子数、ストレンジネス、チャーム、ボトムネス、およびトップネスは、粒子の電荷と同じ符号を持つようになっている。そのため、ストレンジおよびボトムクォークは負の電荷を持つので、それらのフレーバー量子数は−1である。そして、チャームおよびトップクォークは正の電荷を持つので、それらのフレーバー量子数は+1である。